# Drillia idalinae
Drillia idalinae é uma espécie de gastrópode do gênero Drillia, pertencente a família Drilliidae.